# Бойлово
Бойлово — деревня в Кадуйском районе Вологодской области.
Входит в состав Никольского сельского поселения (до 2015 года была центром Бойловского сельского поселения), с точки зрения административно-территориального деления — центр Бойловского сельсовета.
Расположена на берегу небольшой реки, притока Андоги. Расстояние по автодороге до районного центра Кадуя — 19 км. Ближайшие населённые пункты — Большая Горка, Малая Горка, Фанерный Завод.
По переписи 2002 года население — 174 человека (81 мужчина, 93 женщины). Преобладающая национальность — русские (95 %).